# گروه کونتی
گروه کونتی (اوکراینی: "Конті Груп") شرکت صنایع غذایی روس است، که در سال ۱۹۹۷ تأسیس شد.